# ウェイヴァーリー子爵
ウェイヴァーリー子爵（英: Viscount Waverley）は、イギリスの子爵、貴族。連合王国貴族爵位。政治家ジョン・アンダーソンが1952年に叙位されたことに始まる。

## 歴史
ジョン・アンダーソン(1882-1958)は保守党の政治家で、財務大臣や内務大臣といった閣僚職を歴任した。彼は1952年1月28日に連合王国貴族としてサセックス州におけるウェストディーンのウェイヴァーリー子爵（Viscount Waverley, of Westdean in the County of Sussex）に叙された。彼ののちは長男デイヴィッドが爵位を相続した。
2代子爵デイヴィッド(1911-1990)は王立バークシャー病院医師を務めていたほか、貴族院においては医療関係の審議に加わっている。
その子である3代子爵ジョン(1996-)がウェイヴァーリー子爵家現当主であり、彼は1999年貴族院法制定以降も貴族院に籍を置く92人の世俗貴族の一人として議席を維持していたが、2025年に退任した。その彼が子爵家現当主である。

## ウェイヴァーリー子爵（1952年）
- 初代ウェイヴァーリー子爵ジョン・アンダーソン（英語版） (1882–1958)
- 第2代ウェイヴァーリー子爵デイヴィッド・アラステア・ピアソン・アンダーソン（英語版） (1911–1990)
- 第3代ウェイヴァーリー子爵ジョン・デズモンド・フォーブス・アンダーソン（英語版） (1949-)

爵位の法定推定相続人は、現当主の息子であるフォーブス・アラステア・ルパート・アンダーソン(1996-)閣下。